# علي الظنحاني
علي الظنحاني (مواليد 1 يونيو 1991) لاعب كرة قدم إماراتي يجيد اللعب في الظهير الأيمن مع نادي دبا الحصن الإماراتي.

## مسيرة اللاعب
كانت بداياته مع نادي دبا الفجيرة و إنظم إلى نادي الشارقة عام 2017 و أعير إلى نادي خورفكان في عام 2022 و لعب بعدها مع نادي خورفكان ونادي دبا الحصن.

## روابط خارجية
- علي الظنحاني على موقع قاعدة بيانات كرة القدم.إي يو (الإنجليزية)
- علي الظنحاني على موقع Soccerway.com (الإنجليزية)